# Carlos Ruiz Herrero
Carlos Ruiz Herrero (Bilbao, 7 giugno 1948) è un ex calciatore spagnolo.

## Carriera
Cresciuto nella cantera dell'Athletic Bilbao, debutta con la prima squadra nella Liga nella stagione 1970-71, nella partita Athletic-Barcellona 1-1 (12 settembre 1970).
Con l'Athletic ha giocato 213 partite di campionato, ha segnato 81 gol ed ha vinto una coppa del Re. Nella stagione 1974-75 ha vinto il trofeo Pichichi come miglior marcatore della Liga con 19 gol.
Nel 1981 passa all'Espanyol, dove disputa l'ultima stagione prima di ritirarsi.
In totale ha giocato 234 partite in Prima Divisione segnando 83 gol.
Il 20 settembre 2019 in occasione del trentesimo anno della scomparsa di Scirea, l'ex centravanti Basco si è recato a Torino per incontrare il figlio di Scirea, Riccardo, e restituirgli la maglia che fu del padre, che i due si erano scambiati la notte del 18 maggio 1977 in occasione del ritorno della finale di Coppa Uefa, che fu il primo trofeo vinto dal calciatore bianconero.

## Palmarès

### Club
- Coppa di Spagna: 1

Athletic Bilbao: 1972-1973

### Individuale
- Capocannoniere del Campionato spagnolo: 1

1974-1975